# Bathystyeloides dubius
Bathystyeloides dubius is een zakpijpensoort uit de familie van de Styelidae. De wetenschappelijke naam van de soort werd in 1984 voor het eerst geldig gepubliceerd door het echtpaar Claude en Francoise Monniot.